# Emilio de la Morena
Emilio de la Morena (Albacete, 1973) es un diseñador y escultor español afincado en Reino Unido. Es uno de los diseñadores oficiales de la Semana de la Moda de Londres.

## Biografía
Nació en Albacete en 1973, hijo de padres maestros. A los siete años se trasladó con su familia a Alicante. Estudió Económicas en la Universidad de Alicante. Posteriormente estudió diseño en las universidades London College of Fashion y Central Saint Martins. Fue aprendiz de Jonathan Saunders y de Mishiko Koshino.
En 2005 mostró por primera vez su colección (otoño-invierno 2005-2006) en la Semana de la Moda de Londres, logrando el premio New Generation del Consejo de la Moda Británica. Desde ese año se convirtió en uno de los diseñadores oficiales de la pasarela londinense. Cuenta con tiendas propias en distintos países y clientes como Kate Moss, Gwyneth Paltrow o Lana Del Rey.